# Héctor Morera Vega
Héctor Morera Vega (ur. 20 lutego 1926 w Palmares, zm. 23 grudnia 2017) – kostarykański duchowny katolicki, biskup diecezjalny Tilarán w latach 1979-2002.

## Życiorys
Święcenia kapłańskie otrzymał 17 grudnia 1949.
4 grudnia 1979 papież Jan Paweł II mianował go biskupem diecezjalnym Tilarán. 27 grudnia 1979 z rąk arcybiskupa Romána Arrieta Villalobosa przyjął sakrę biskupią. 13 lipca 2002 ze względu na wiek złożył rezygnację z zajmowanej funkcji.